# Thymianá
Thymianá, en grec moderne : Θυμιανά, est un village de l'île de Chios, en Égée-Septentrionale, Grèce.
Selon le recensement de 2011, la population du village compte 1 566 habitants.